# Kapuzinerkirche St. Elisabeth (Aschaffenburg)

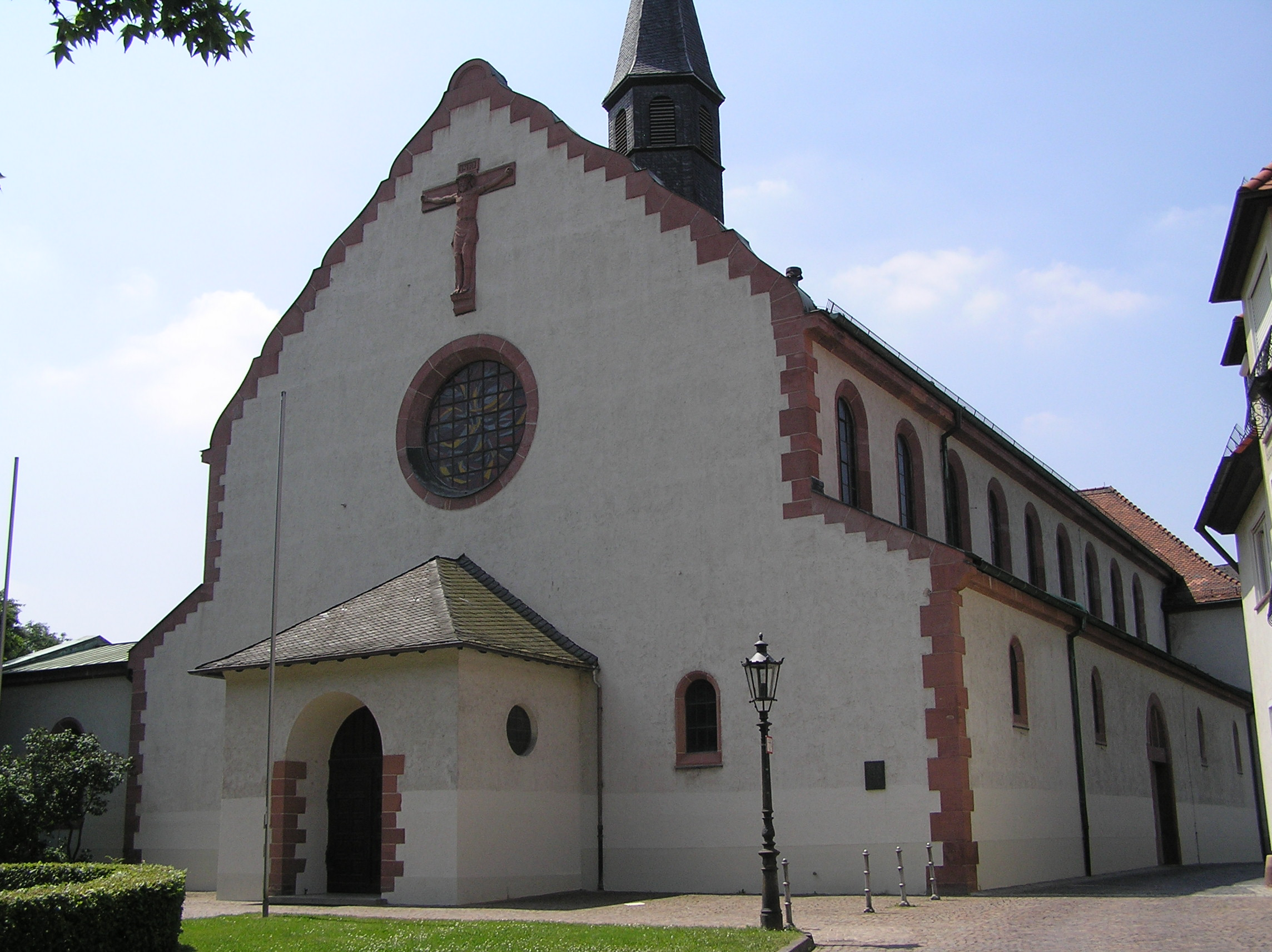
Kapuzinerkirche St. Elisabeth 2011

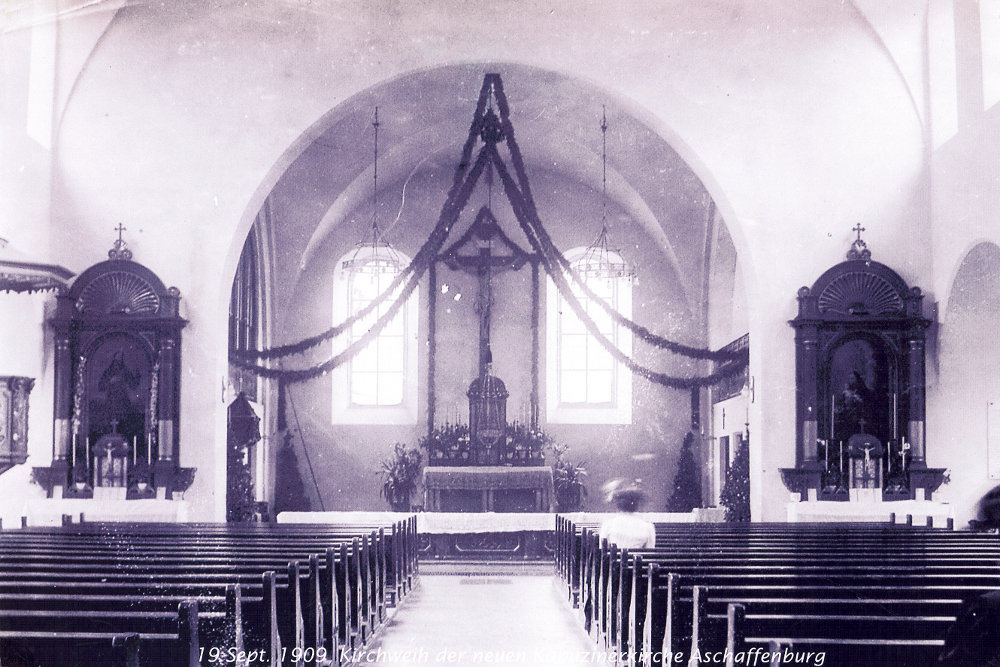
Kapuzinerkirche St. Elisabeth 1909

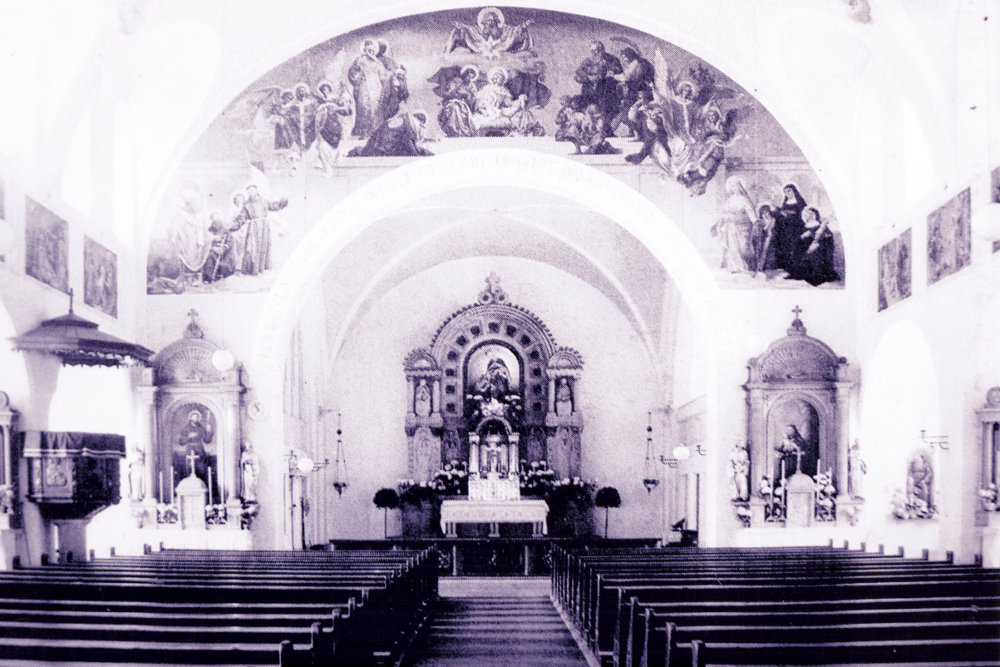
Kapuzinerkirche St. Elisabeth 1935

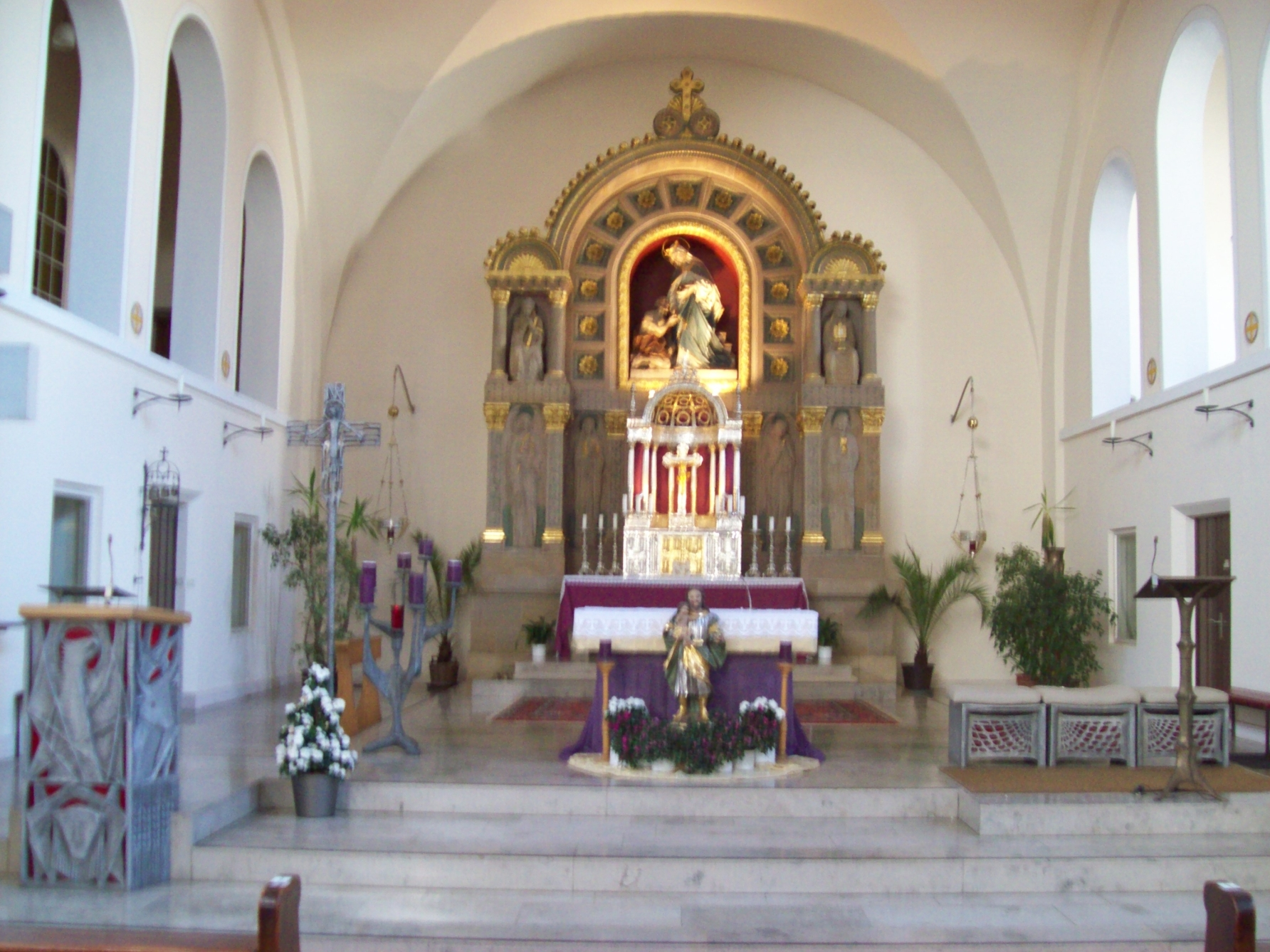
Kapuzinerkirche St. Elisabeth 1975

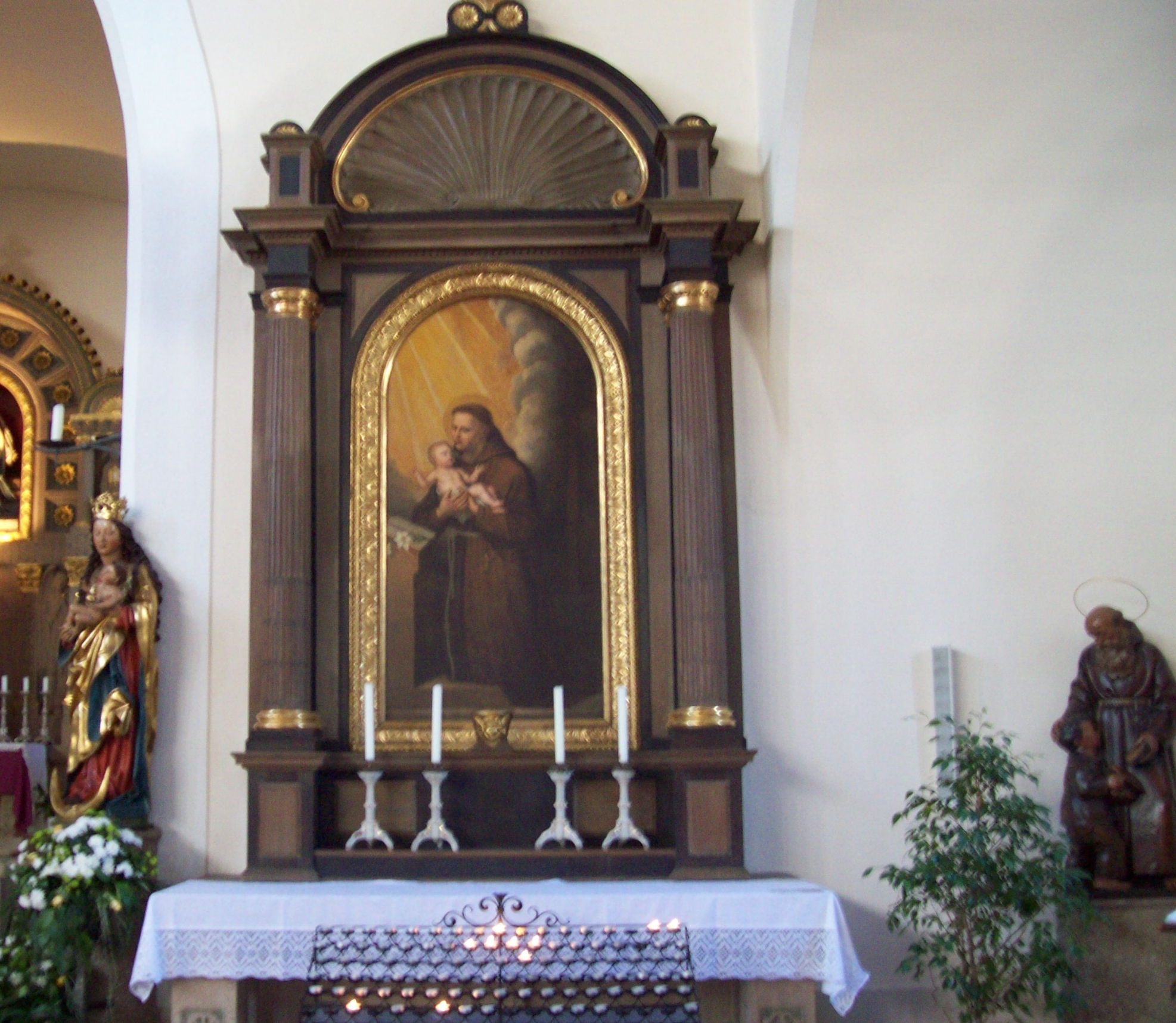
Kapuzinerkirche Antoniusaltar

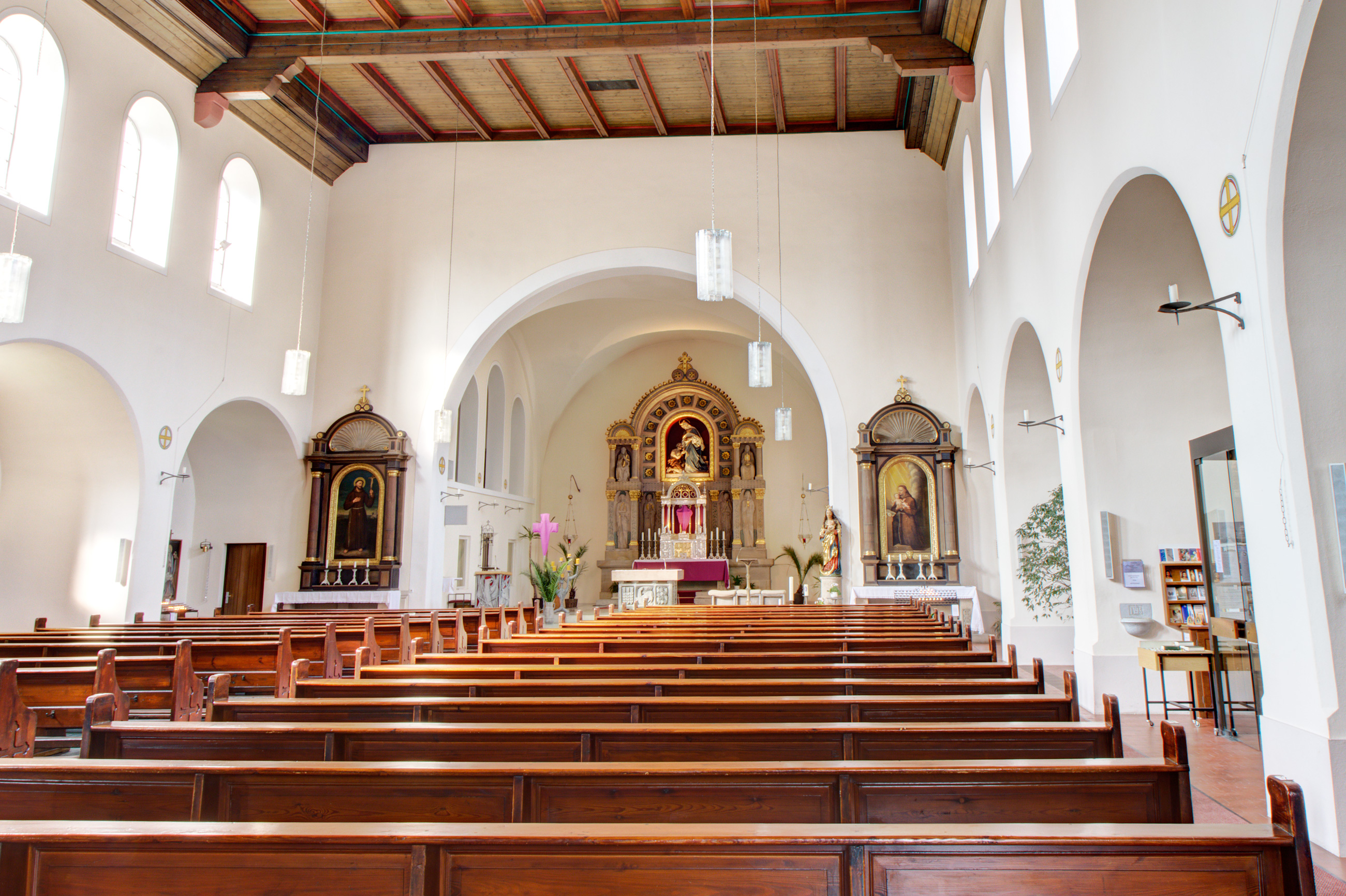
Kapuzinerkloster 2012

Die Kapuzinerkirche war von 1626 bis 2010 die Klosterkirche des Klosters St. Elisabeth, eines Konvents des Kapuzinerordens in Aschaffenburg.

## Geschichte
Als Kurfürst Erzbischof Johann Schweikhard von Cronberg, der Erbauer des neuen Schlosses Johannisburg, 1612 die Kapuziner nach Aschaffenburg berief, um „dem religiösen und sittlichen Leben neue Impulse zu geben“, schenkte er ihnen das Gelände „Auf dem Schutz“ am Schlossgarten. Dort wurde 1626 der Grundstein für ein Kloster gelegt und ein Jahr später eine Kirche gebaut.
Nach der Schlacht bei Hanau, bei der Napoleon am 30./31. Oktober 1813 ein österreichisch-bayerisches Heer bei Hanau besiegte (Befreiungskriege 1813–1815), wurde das Kloster Militärlazarett. Durch unvorsichtige Krankenwärter, die mit offenem Licht hantierten, brach in der Nacht vom 7./8. November 1813 ein Feuer aus und zerstörte Kloster und Kirche. Die Verwundeten konnten alle gerettet werden, die Bibliothek mit über 4000 Bänden wurde ein Raub der Flammen. Durch Niederreißen der benachbarten Häuser konnte ein Übergreifen des Feuers (Stadtbrand) verhindert werden. 1814 wurden das Kloster und die Kirche wieder aufgebaut, die Weihe konnte aber erst 1847 stattfinden, und es war im Krieg von 1866 wieder Lazarett.
Nach den Plänen des Architekten Geheimer Hofrat Friedrich Ritter von Thiersch wurde 1908/09 eine neue Kirche errichtet. Unter Einbezug der alten Kirche (das Nord-Süd-Langhaus ist Chorraum) verläuft das neue Langhaus in ost-westlicher Richtung. Im ehemaligen Chor wurde die Sakristei eingerichtet, darüber der sogenannte Bruderchor (Zugang über die Klausur), gegenüber zwei Beichtzimmer und darüber eine Besucherempore (über die Klosterpforte erreichbar). Beiderseits des Langhauses sind je vier niedere gewölbte Kapellen eingerichtet. Die Kirche hatte folgende Maße: Länge einschließlich Chorraum 42 m, Breite einschließlich der Seitenkapellen 20 m, Höhe 12 m. Der Baustil der neuen Kirche: Neuromanisch, teils neobarock, zum Teil ausgemalt. Über dem alten Eingang an der Nordseite eine Figur der Hl. Elisabeth, einem Bettler den Trunk reichend, in einem Gehäuse aus grünem Sandstein, geschaffen um 1627 von Zacharias Juncker d. Ä., Bildhauer aus Miltenberg.
Der Hochaltar, nach Vorbildern frühromanischer Kunst in Südfrankreich, wurde von Thiersch geplant, von Bildhauer Jakob Hoffmann aus München gestaltet und von Steinmetz Steiger in grauem Naturstein gefertigt. An der Altarrückwand stehen in Flachrelief vier Engel mit den Leidenswerkzeugen Christi, darüber in einer von Kassetten umgebenen Nische eine Holzplastik, die hl. Elisabeth von Thüringen, vom Münchner Professor Josef Knabl aus der alten Kirche übernommen. In kleinen Giebelhäuschen befinden sich links die hl. Veronica Giuliani, rechts die hl. Klara von Assisi, steinerne Sitzfiguren. Der silberne Tabernakel mit Aufbau, „schlanke, halbkreisgestellte Säulchen, die über einem Architrav ein durchbrochenes Kugelgewölbe tragen“, wurde von dem Würzburger Silberschmied Josef Amberg gefertigt.
Am Triumphbogen stehen zwei Seitenaltäre. Ihr Aufbau (kannelierte Säulen „mit je einer nach vorne ausladenden Muschel gekrönt“) wurde von dem Aschaffenburger Kunstschreiner Max Häuser angefertigt. Das Altarblatt links, das sogenannte „Schnitzelbaumer Altarbild“ 1854/55, das noch für den Vorgängerbau von dem Münchener Historienmaler Ludwig Schnitzelbaumer geschaffen wurde, zeigt den Hl. Franz von Assisi, rechts und links davon die Sel. Kreszentia von Kaufbeuren und der Hl. Ludwig von Frankreich, Begleitfiguren des Bildhauers Wilhelm Heider. Das Altarblatt rechts zeigt den Hl. Antonius von Padua und als Begleitfiguren den Hl. Fidelis von Sigmaringen und den Hl. Laurentius von Brindisi.
In den Seitenkapellen: Ein Altar zeigt die Verehrung des Hl. Herzens Jesu, der andere ist der Antlitz-Christi-Altar mit der Hl. Veronika, dessen Altarblatt schuf Adalbert Hock, die Holzaufbauten stammen von Jakob Voit, München. Zwei weitere Altäre, nämlich die Hl. Monika, dargestellt mit ihrem Sohn (Hl. Augustinus), und die Hl. Barbara, ebenfalls von Adalbert Hock; die Holzaufbauten hier schuf Max Häuser. Für den Hl. Grab-Altar stiftete Emilie Brentano eine Pietà. Die Kanzel entstand in der Kunstschreinerei von Max Häuser. Der Triumphbogen war bemalt, in der Mitte Christi Geburt „Die Anbetung des göttlichen Kindes“, schwebende Engel geleiten Franziskaner-Heilige zur Krippe. Das Gemälde stammte von Leonhard Thoma aus München.
Beim Luftangriff am 21. November 1944 wurde die Kirche schwer beschädigt, der Eingangsbereich wurde zerstört, das Dach weggerissen. Am 3. Januar 1945 wurde das Kloster von Bomben getroffen, zwei Patres kamen ums Leben.

## Wiederaufbau nach 1945

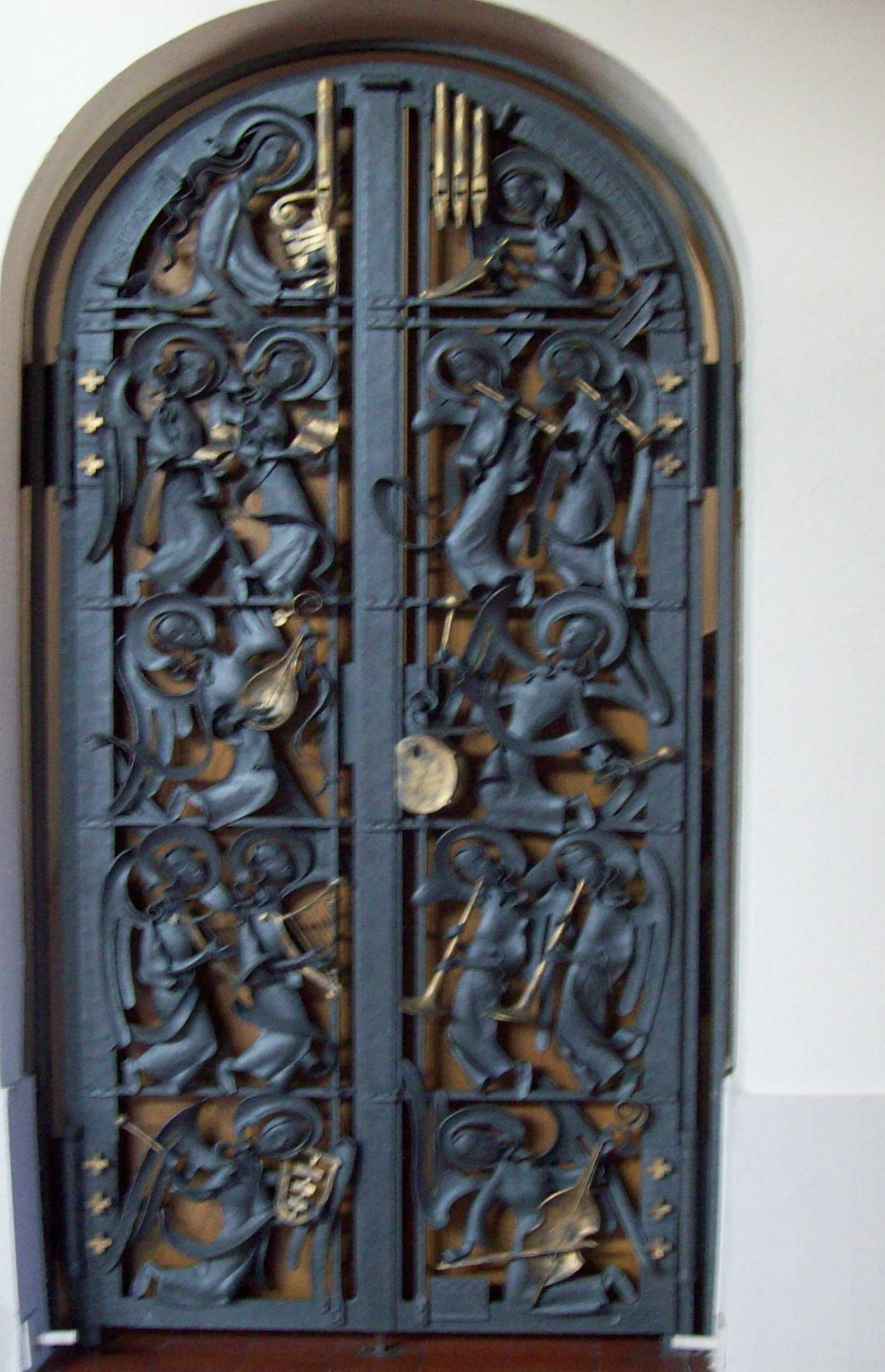
Kapuzinerkirche Engelstor

Nach dem Kriege begann der Wiederaufbau, das Tonnengewölbe wurde durch eine schlichte Holzdecke ersetzt. Die Altäre in den Kapellen wurden nicht wieder aufgestellt und durch Beichtstühle ersetzt. Über dem Eingang wurde ein großes Rundfenster eingesetzt. Zum Aufgang zur Orgelempore schuf der Künstler Karl Jung aus Donauwörth das Engelstor, dargestellt sind musizierende Engel und die hl. Cäcilia, die Patronin der Kirchenmusik. Jung schuf auch den Kreuzweg, der umstritten, erst abgelehnt und als „unreligiös“ empfunden über den Seitenkapellen angebracht wurde. Bei der umfangreichen Dachsanierung wurde zusätzlich ein Dachreiter aufgesetzt. In ihm läutet eine bei der Glockengießerei Rudolf Perner in Passau gegossene Glocke (St. Elisabeth) mit der Umschrift „Elisabeth du Gute, hör uns aus Himmelshöh’n“.
1975 erfolgte die nachkonziliare Umgestaltung des Chors, der Boden wurde angehoben, der Aschaffenburger Künstler und Bildhauer Hermann Kröckel und der Kunstgießer Jorg Grundhöfer schufen Altartisch, Triumphkreuz, Ambo und Priestersitz in Aluminiumguss. Der Kreuzweg, dessen künstlerischer Wert inzwischen erkannt war, wurde auf Augenhöhe zwischen den Beichtstühlen neu angeordnet. Die Heiligenfiguren an den Seitenaltären wurden abgenommen und in der Nische rechts vom Antoniusaltar aufgestellt. Die Pieta vom Hl. Grab-Altar erhielt einen Platz links neben dem Franziskusaltar. An ihrer Stelle wurde die Kreuzigungsgruppe im Stil des Mainzer Barock, die bisher ungeschützt neben dem Klostereingang stand, in die Kirche hereingeholt. Die Orgelempore erhielt eine neue Brüstung, ebenfalls ein Werk der Künstlergemeinschaft Kröckel/Grundhöfer.
Zuletzt wurde der Drittordenssaal in einem Neubau eingerichtet, zu einem Andachtsraum umgestaltet und mit dem „Sonnengesang“ des Hl. Franziskus ausgemalt. Der Künstler war Erich Horndasch aus Stammham (am Inn).
Am 18. April 2010 haben die Kapuziner Aschaffenburg verlassen. Sie mussten das Kloster wegen Nachwuchsmangel aufgeben. Die Diözese Würzburg hat Kirche und Kloster übernommen und an die „Fraternità Francescana di Betania“ zur Betreuung der Italienischen Gemeinde COMUNITÀ CATTOLICA ITALIANA UNTERMAIN überlassen. Im Zuge dieser Überlassung wurde die SBW-Bauträger- und Verwaltungs-GmbH mit umfangreichen Renovierungsarbeiten des Klosters beauftragt.

## Sanierung und Modernisierung von 2011 bis 2015
Die Sanierung und Erweiterung des denkmalgeschützten Klosters wurde im Juni 2011 begonnen und in drei Bauabschnitten durchgeführt. Die Struktur des Gebäudes blieb größtenteils erhalten. Die Treppenhäuser wurden erneuert und zeichnen sich als neue Stahl-Glas-Elemente in den Fassaden ab. Im Eingangsbereich wurden die Decken entfernt, sodass sich ein großzügiger Empfangsbereich bis zum Dach öffnet. Im Erdgeschoss entstanden ein Speisesaal, Recreationsbereiche, Küche und Büroräume. Durch neue Stahl-Glas-Elemente öffnen sich die Aufenthaltsbereiche zum Klostergarten. Im Obergeschoss blieb die vorhandene Klosterstruktur komplett erhalten. Hier befinden sich die Räumlichkeiten der zukünftig insgesamt 15 Brüder und Schwestern. Des Weiteren entstanden 13 Gästezimmer. Die Baumaßnahmen wurden 2015 abgeschlossen und die neuen Räume am 6. Juni 2015 von Friedhelm Hofmann geweiht. Seit dem 21. März 2013 leben bereits zwei Patres, ein Bruder und fünf Schwestern im teilweise schon renovierten Wohntrakt des Klosters, seit 2015 sind es drei Brüder und sieben Schwestern.

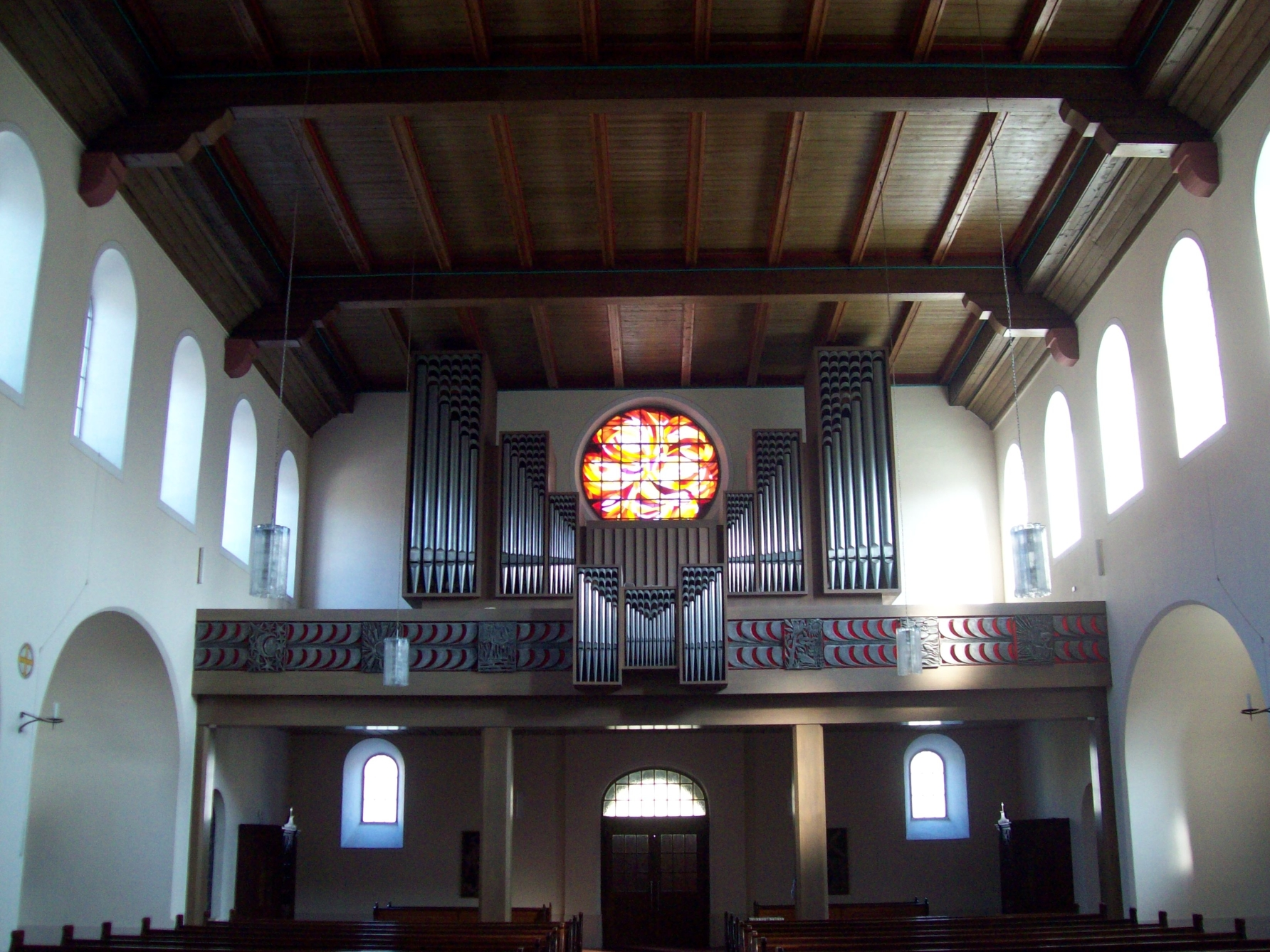
Kapuzinerkirche Orgelempore

## Orgel
1977 von der Orgelbaufirma Stumpf begonnen, von August Laukhuff aus Weikersheim übernommen und von Orgelbau Vleugels aus Hardheim vollendet, wurde die Orgel am 16. Juni 1978 von Provinzial P. Kosmas Wührer aus München eingeweiht. Roland Büchner spielte die Orgel, die folgende Disposition aufweist:
| I Rückpositiv C–g3 |             |      |
| 1.                 | Holzgedackt | 8′   |
| 2.                 | Nachthorn   | 4′   |
| 3.                 | Principal   | 2′   |
| 4.                 | Octävlein   | 1′   |
| 5.                 | Zimbel III  | 2⁄3′ |
| 6.                 | Krummhorn   | 8′   |
|                    | Tremulant   |      |

| II Hauptwerk C–g3 |             |       |
| 7.                | Quintatön   | 16′   |
| 8.                | Principal   | 8′    |
| 9.                | Gemshorn    | 8′    |
| 10.               | Octave      | 4′    |
| 11.               | Koppelflöte | 4′    |
| 12.               | Superoctave | 2′    |
| 13.               | Mixtur VI   | 1 ⁄3′ |
| 14.               | Cornett V   |       |
| 15.               | Trompete    | 8′    |
|                   | Tremulant   |       |

| III Schwellwerk C–g3 |                 |        |
| 16.                  | Rohrflöte       | 8′     |
| 17.                  | Spitzgambe      | 8′     |
| 18.                  | Schwebung       | 8′     |
| 19.                  | Principal       | 4′     |
| 20.                  | Kleingedeckt    | 4′     |
| 21.                  | Quinte          | 2 ⁄3′  |
| 22.                  | Spillpfeife     | 2′     |
| 23.                  | Terz            | 1 3⁄5′ |
| 24.                  | None            | 8⁄9′   |
| 25.                  | Scharf IV       | 1′     |
| 26.                  | Basson/Hautbois | 16′    |
| 27.                  | Vox humana      | 8′     |
| 28.                  | Chlairon        | 4′     |
|                      | Tremulant       |        |

| Pedal C–f1 |                    |         |
| 29.        | Subbass (offen)    | 16′     |
| 30.        | Octavbass          | 8′      |
| 31.        | Gedecktbass        | 8′      |
| 32.        | Großsesquialter II |         |
| 33.        | Choralbass         | 4′ + 2′ |
| 34.        | Pedalmixtur V      | 2′      |
| 35.        | Posaune            | 16′     |
| 36.        | Trompete           | 8′      |
| 37.        | Schalmei           | 4′      |

Das Instrument verfügt über mechanische Schleifladen. Die Registertraktur ist elektrisch. Am Spieltisch, welcher zum Rückpositiv angebaut ist, finden sich 5 Normalkoppeln, 3 freie Kombinationen sowie ein Schwelltritt für das Schwellwerk. Der Orgelprospekt an der Emporenrückwand besteht aus sieben unterschiedlich hohen Feldern mit Metallpfeifen, ein weiterer dreiteiliger Orgelprospekt, in der Mitte des Emporengeländers angeordnet, wurde von der Künstlergemeinschaft Kröckel/Grundhöfer geschaffen. Das Orgelgehäuse wurde um das 1976 nach dem Entwurf der Aschaffenburger Künstler Helmut Albert und Willibald Blum in der Glaserei Schurk geschaffene Rundfenster (3 m Durchmesser) „Brennender Dornbusch“ herumgebaut.